# Eulithis contrariata
Eulithis contrariata är en fjärilsart som beskrevs av Barend J. Lempke 1950. Eulithis contrariata ingår i släktet Eulithis och familjen mätare. Inga underarter finns listade i Catalogue of Life.